# Colfax (Illinois)
Colfax és una població dels Estats Units a l'estat d'Illinois. Segons el cens del 2000 tenia 989 habitants.

## Demografia
Segons el cens del 2000, Colfax tenia 989 habitants, 395 habitatges, i 253 famílies. La densitat de població era de 707,1 habitants/km².
Dels 395 habitatges en un 28,4% hi vivien nens de menys de 18 anys, en un 55,7% hi vivien parelles casades, en un 6,3% dones solteres, i en un 35,7% no eren unitats familiars. En el 32,2% dels habitatges hi vivien persones soles el 16,5% de les quals corresponia a persones de 65 anys o més que vivien soles. El nombre mitjà de persones vivint en cada habitatge era de 2,39 i el nombre mitjà de persones que vivien en cada família era de 3,06.
Per edats la població es repartia de la següent manera: un 25,3% tenia menys de 18 anys, un 6,5% entre 18 i 24, un 27% entre 25 i 44, un 18,3% de 45 a 60 i un 23% 65 anys o més.
L'edat mediana era de 40 anys. Per cada 100 dones de 18 o més anys hi havia 83,4 homes.
La renda mediana per habitatge era de 41.544 $ i la renda mediana per família de 50.500 $. Els homes tenien una renda mediana de 31.875 $ mentre que les dones 23.438 $. La renda per capita de la població era de 17.993 $. Aproximadament el 0,8% de les famílies i el 3,1% de la població estaven per davall del llindar de pobresa.

## Poblacions més properes
El següent diagrama mostra les poblacions més properes.